# Science-Fiction-Jahr 1889
Übersicht

◄◄ | ◄ | 1885 | 1886 | 1887 | 1888 | Science-Fiction-Jahr 1889 | 1890 | 1891 | 1892 | 1893 | ► | ►►

Weitere Ereignisse

## Neuerscheinungen Literatur
| Deutscher Titel              | Deutschsprachiges Erscheinungsjahr | Originaltitel       | Autor              | Anmerkungen |
| ---------------------------- | ---------------------------------- | ------------------- | ------------------ | ----------- |
| Das Maschinenalter           | –                                  | –                   | Bertha von Suttner |             |
| Vom Saturn zum Ring          | –                                  | –                   | Heinrich Wirth     |             |
| Der Schuss am Kilimandscharo | 1891                               | Sans dessus-dessous | Jules Verne        |             |

## Geboren
- Sergej Bobrow († 1971)
- Miles J. Breuer († 1945)
- Paul G. Ehrhardt († 1961)
- Hans Reimann († 1969)
- Hans Richter († 1941)
- Victor E. Wyndheim (Pseudonym von Victor Klages; † 1978)

## Gestorben
- Percy Greg (* 1836)
- Robert Hamerling (* 1830)
- Auguste de Villiers de L’Isle-Adam (* 1838)